# Koncz István (költő)
Koncz István (Kanizsa, 1937. augusztus 20. – Magyarkanizsa, 1997. június 1.) költő, ügyvéd.

## Életpályája
Az elemi iskolát szülőhelyén, a gimnáziumot (1955) Zentán végezte, jogi diplomát (1961) Belgrádban szerzett. 1961-62-ben Kanizsán a városházán jogvédőségi gyakornok, 1963-64-ben községi jogvédő, 1964-69-ben a községi bíróságon gyakornok, községi bíró volt (1965-ben bírói vizsgát tett). 1969-1997 között magánügyvéd volt.

## Művei
- Átértékelés (1969)
- Pesme – Versek, szerb és magyar nyelven (1978)
- Il bel Tibisco e il resto, olasz nyelven, Giacomo Scotti fordította (1983)
- Ellen-máglya (1987), Forum Könyvkiadó, Újvidék, ISBN 86-323-0113-6
- Az Ex Symposion folyóirat különszáma Koncz Istvánról (1997)
- Koncz István összegyűjtött versei (2005)
- Izabrane pesme/Válogatott versek (2007)
- Csend és lázadás (2017)

## Díjai
- Híd Irodalmi Díj (1970, 1987)

## Emlékezete
- 2002-től emlékét állószobor őrzi Kanizsán (Dudás Sándor alkotása).
- 2003-ban a Vajdasági Írók Egyesülete Koncz István-díjat alapított a vajdasági nemzeti kisebbségek nyelvén íródott könyvek jutalmazására.